# (15171) Xandertielens
(15171) Xandertielens ist ein Asteroid des Hauptgürtels, der am 24. September 1960 von dem niederländischen Astronomenehepaar Cornelis Johannes van Houten und Ingrid van Houten-Groeneveld entdeckt wurde. Die Entdeckung geschah im Rahmen des Palomar-Leiden-Surveys, bei dem von Tom Gehrels mit dem 120-cm-Oschin-Schmidt-Teleskop des Palomar-Observatoriums aufgenommene Feldplatten an der Universität Leiden durchmustert wurden.
Der Asteroid wurde am 31. August 2012 nach dem niederländischen Astronomen Xander Tielens (* 1953) benannt, der als Professor am Observatorium der Universität Leiden arbeitet und bahnbrechende Untersuchungen über die Rolle Polycyclischer Aromatischer Kohlenwasserstoffe (PAK) in interstellaren Gas- und Staubwolken veröffentlichte.